# Umowne prawo odstąpienia
Umowne prawo odstąpienia – zastrzeżenie umowne pozwalające stronie lub stronom odstąpić od umowy w ciągu oznaczonego terminu, nie wymaga podawania warunków, chyba że strony tak postanowią. Prawo to wykonuje się poprzez oświadczenie woli z zastrzeżeniem odpowiedniej formy.
Odstąpienie od umowy, co do zasady (np. o ile strony nie przewidziały inaczej w umowie) ma tzw. charakter ex tunc, co oznacza, że przyjmuje się, że umowa nie wywołuje żadnych skutków prawnych tak jakby nie została zawarta.